# Ittiri
Ittiri és un municipi italià, situat a la regió de Sardenya i a la província de Sàsser. L'any 2004 tenia 8.976 habitants.